# 発熱!猿人ショー
『発熱!猿人ショー』（はつねつ えんじんショー）は、2003年1月10日から同年3月29日まで朝日放送（ABCテレビ）の深夜番組放送枠『百万馬力』で放送されていたバラエティ番組。全13回。放送時間は毎週土曜 25:00 - 25:30、初回のみ『発熱!猿人ショー〜前夜祭』と題して金曜 25:24 - 26:54に放送。

## 概要
劇団Piperのメンバー（2003年当時は後藤ひろひと、川下大洋、山内圭哉の3人）と女優の大路恵美がレギュラー出演していた30分のコント番組で、90分枠で放送された『発熱!猿人ショー〜前夜祭』を含めて合計13本が放送された。コンセプトは「スタッフの笑い声が聞こえないコメディ番組」「役者のノリに頼らないコメディ番組」。
脚本はPiper自身が手掛けていたほか、ザ・プラン9、ヨーロッパ企画、スクエア、石原正一も参加した。
レギュラー放送終了後の2004年には『発熱!猿人ショーSpecial』が放送され、翌2005年にはレギュラーシリーズとスペシャル回の編集映像を収録したDVD『発熱!猿人ショー』が発売された。

## 放送一覧
第0回 発熱!猿人ショー〜前夜祭（2003年1月10日）
内容：「日本の祭？〜古き良き日本の風景を訪ねて」「緊急特番!!謎の生物“コギポッタン”？遂に撮影成功！」
ゲスト：内場勝則、石丸謙二郎、ぼんちおさむ、ほか